# Blueme
Blueme är en bergstopp i Schweiz. Den ligger i distriktet Thun och kantonen Bern, i den centrala delen av landet, 30 km sydost om huvudstaden Bern. Toppen på Blueme är 1 392 meter över havet.